# Képíró Sándor
Képíró Sándor, születési nevén Képíró Sándor Tibor (Sarkad, 1914. február 18. – Budapest, 2011. szeptember 3.) magyar csendőr százados, jogász. A második világháború után Argentínában telepedett le, 1996-tól újra Magyarországon élt. Az újvidéki razziában való részvétele miatt háborús bűnökkel vádolták meg.

## Élete
Képíró Sándor életének nagy része csupán 2007-ben született önéletrajzából ismert.
Id. Képíró Sándor takarékpénztári igazgató és Kovács Róza református szülők gyermekeként született. Alapfokú tanulmányait Sarkadon végezte, középiskolába Mezőtúron, majd Békéscsabán járt, a békéscsabai evangélikus gimnáziumban érettségizett. 1932 és 1933. október 1. között a nyíregyházai 6. tüzérosztálynál szolgált, ahonnan 1933. október 1-jén mint hadapród tűzmester szerelt le.
1933-ban beiratkozott a szegedi Ferenc József Egyetem Jogi Karára és 1937 májusában államtudományi doktorrá avatták. 1937 őszén beiratkozott a budapesti Kereskedelmi Akadémiára, ahol kereskedelmi átképző tanfolyamon vett részt. 1938 májusában felvették a Magyar Általános Hitelbankba.
Ezután a Magyar Királyi Honvéd Ludovika Akadémia csendőrtiszti tanfolyamára jelentkezett, amit 1939–1940-ben végzett el. 1940. július 9-én hadnaggyá avatták. Ezt követően a csendőrség szolnoki szárnyához került szárnyparancsnok-helyettesnek, majd Orosházára helyezték.
1941 májusában főhadnagy lett, majd decemberben áthelyezték a makói csendőriskolába, oktatótisztnek.
1942. január 21–23-án részt vett az újvidéki razziában.
Horthy Miklós kormányzó 1943 elején századossá léptette elő, majd Tóth Józsefet, az újvidéki járőrvezető iskola parancsnokát helyettesítette annak távollétében. 1943 decemberében a Vezérkari Főnökség Szegedre idézte, előzetes kihallgatásra az újvidéki események kapcsán. Ezt követően egészen 1944. június 1-ig eljárás folyt ellene. 10 évi börtönre ítélték, de a büntetést nem kellett letöltenie, és hamarosan visszahelyezték tisztségébe.
Később Kolozsvárra helyezték, majd augusztus 1-jétől Miskolcra, ahol a csendőrkiképző iskola parancsnoka lett.
Miután az iskolát Németországba vezényelték, ő ott maradt egységével Miskolc védelmére. 1944. december 2-án a harcoló magyar és német alakulatok tagjai közül az egyik utolsóként hagyta el a várost. Ezután az előrenyomuló Vörös Hadsereg elől a Német Birodalom területére (Ausztriába) menekült, a később a nyugati szövetségesek által megszállt területre, így kerülte el a háború vége után a szovjet fogságba esést.
A háború után Linzbe került, ahol beállt mezőgazdasági munkásnak. Később helyben a tolató-pályaudvaron vasutat épített, egy magyar vasútépítő egységhez kerülve. Innen átment Tirolba, ahol feliratkozott az Argentin Katolikus Egyház listájára és 1948. augusztus 1-jén Buenos Airesbe emigrált. Távollétében a magyar népbíróság 14 év börtönre ítélte. Buenos Airesben egy textilgyárban kapott munkát, megtanult szőni. 1950-ben megnősült, született két gyereke, majd elvált.
A rendszerváltás után, 1996-ban hazajött, Budapesten telepedett le.
2011. szeptember 3-án érte a halál egy budapesti kórházban. Szülővárosában, Sarkadon helyezték végső nyugalomra református szertartás keretében, 2011. szeptember 24-én.
Halála után, posztumusz kitüntették az 1956-os forradalomhoz való viszonyulásáért és a magyarságért végzett munkájáért.

## Szerepe az újvidéki razziában
Képíró az önéletrajzában megemlíti, hogy 1942. január 21. és 23. között részt vett a később hideg napok néven emlegetett újvidéki razziában. Az előző évben Magyarország által visszafoglalt délvidéki területek déli és keleti részén, valamint Újvidéken több partizántámadás érte a magyar katonai, csendőr és rendőri egységeket. Erre válaszul a hadvezetés razziát rendelt el, ami önkényeskedésekbe, kivégzésekbe torkollott. A partizánok után kutatva a magyar szervek és egységek több mint 3000, főként szerb és zsidó polgári személyt gyilkoltak meg.
Képíró konkrét működése, szerepe az eseményekben máig tisztázatlan. 1943 végétől bírósági eljárás folyt a vérengzés miatt, amelynek végén több katona- és csendőrtiszttel együtt Képírót is elítélték, de a tíz év börtönbüntetéséből semmit sem kellett letöltenie, és 1944. június 1-jétől ismét csendőrtisztként szolgálhatott.
Később a  népbírósági vádirat szerint saját kezűleg is gyilkolt, ő maga ezt azonban mindvégig tagadta a bírósági tárgyalások alatt. A korszakkal foglalkozó Ungváry Krisztián történész szerint Képírót legfeljebb azzal lehet vádolni, hogy nem ellenőrizte kellőképpen beosztottai munkáját.

## Újabb büntetőeljárás 2011-ben
2006-ban az egykori tengelyhatalmak zsidók ellen elkövetett háborús bűnök felelősei után kutató Simon Wiesenthal Központ – amelynek listáján a harmadik helyen állt – tudomást szerzett Képíró Sándor tartózkodási helyéről, és feljelentést tett a magyar igazságszolgáltatásnál, hogy elítéljék mint háborús bűnöst. Ennek érdekében 2007-ben még a központ vezetője, Efraim Zuroff is Budapestre utazott, és Képíró lakásához is elment. Feljelentése nyomán a Nyomozó Ügyészség eljárást indított. 2010-ben Képíró beperelte Zuroffot becsületsértésért, a vádat azonban a bíró bűncselekmény hiányában ejtette.
2011 májusában nagy médiaérdeklődés mellett kezdődött meg pere a Fővárosi Bíróságon, védelmét Zétényi Zsolt látta el. A bíróság július 18-án nem jogerősen felmentette őt a megfelelő bizonyítékok hiányában. A felmentés hírére több külföldi közéleti szereplő nemtetszésének adott hangot. Boris Tadić, Szerbia államfője szerint az ítélet tartósan megterhelheti a szerb–magyar kapcsolatokat. Július 25-én több szerbiai városban is tüntetésekre került sor Képíró felmentése ellen. Ugyanakkor Karsai László történész véleménye szerint a Simon Wiesenthal Központ vádjai bizonyíthatatlanok, mert az 1942–44-es magyar katonai bírósági vizsgálat dokumentumai hiányoznak, és a szerb hatóságok sem szolgáltattak terhelő adatokat Képíró ellen. 2011. szeptember 3-án meghalt, így az ellene folyó büntetőeljárást a hatályos büntető eljárásjogi szabályok értelmében megszüntették. A Simon Wiesenthal Központ csalódását fejezte ki halála miatt, mivel így nem kerülhetett sor a másodfokú tárgyalásra és az általuk remélt elítélésére. Efraim Zuroff, a központ vezetője Facebook oldalán úgy nyilatkozott: egyetlen vigaszuk az, hogy a per negatívan befolyásolta Képíró egészségi állapotát.